# Relações entre Costa do Marfim e Portugal
As relações entre Costa do Marfim e Portugal são as relações diplomáticas estabelecidas entre a Costa do Marfim e República Portuguesa.

## História
Os portugueses exploraram e deram nome às costas da África Ocidental, gradualmente e a partir de meados do século XV, em homenagem às mercadorias que ali pretendiam comercializar principalmente, no Golfo da Guiné, por exemplo, Costa do Ouro ou Costa dos Escravos. Eles nomearam a seção local em homenagem ao marfim que esperavam como Costa do Marfim, o que deu ao estado atual seu nome.
Em meados do século XV, os navegadores portugueses João de Santarém e Pêro Escobar foram os primeiros europeus a chegar ao Golfo da Guiné. O português Soeiro da Costa desembarcou no que hoje é Grand-Bassam em 1469 e foi provavelmente o primeiro europeu no que hoje é a Costa do Marfim. Os portugueses fundaram então lugares como Santo Andréa (hoje Sassandra) ou San-Pédro.
Portugal então dominou o comércio na Costa do Marfim por cerca de cem anos, mas sem tomar posse de nenhuma terra como colónia. No século XVII, os portugueses foram expulsos pelos franceses e a Costa do Marfim tornou-se uma colónia francesa.
Em 1960, o país conquistou a independência da França. No entanto, as relações amigáveis com Portugal só se desenvolveram após o fim do regime colonial do Estado Novo, através da Revolução dos Cravos em Portugal, em 1974. O novo governo português encerrou então as guerras coloniais portuguesas, libertou as suas colónias anteriores para a independência em 1975 e reorganizou as suas relações internacionais ao final.

## Relações diplomáticas

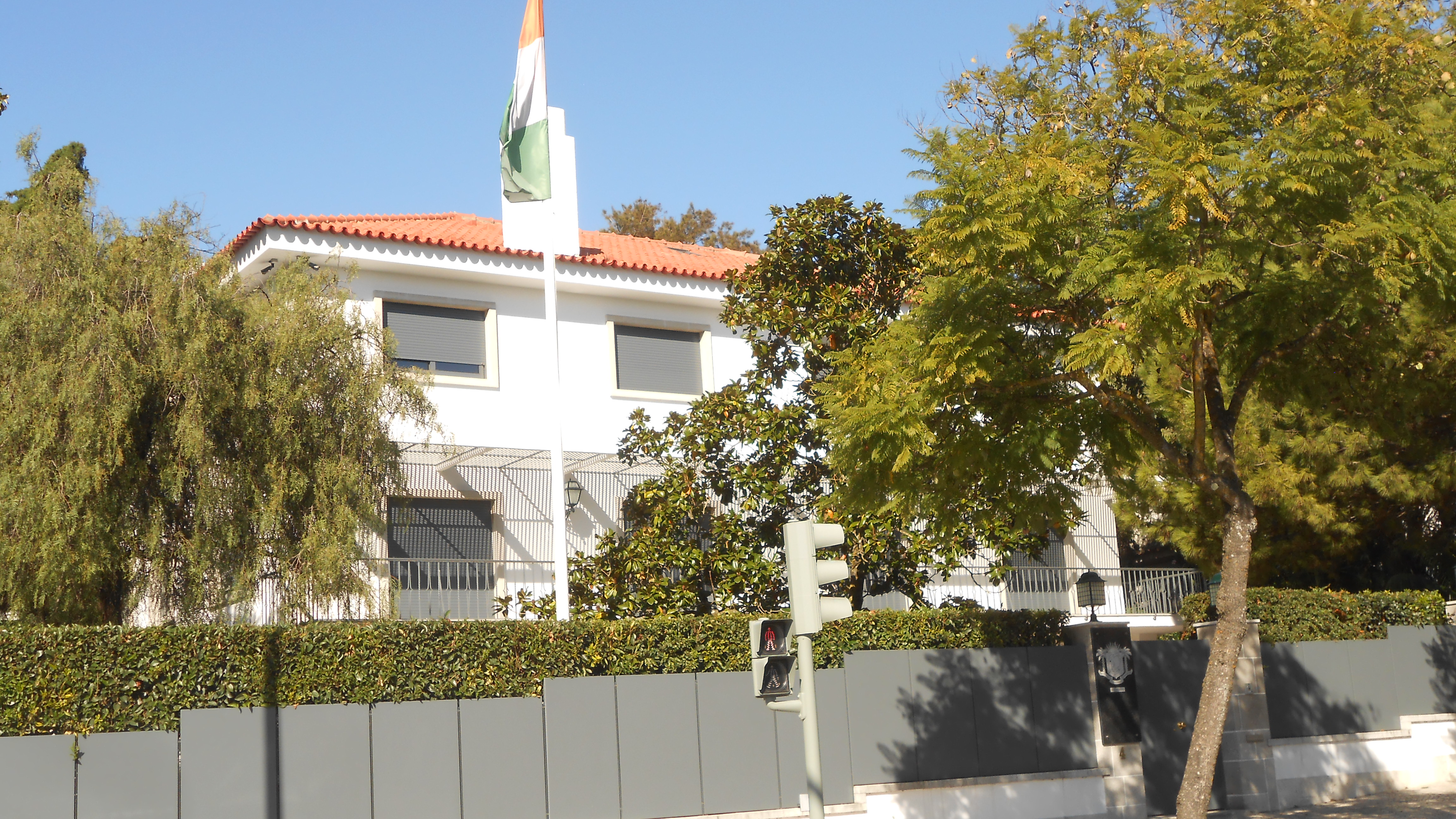
Embaixada da Costa do Marfim em Lisboa

Portugal e a Costa do Marfim estabeleceram relações diplomáticas em 1975. Em 1989 foi aberta a embaixada de Portugal em Abidjan, então capital do país, por ocasião de uma visita de Estado do Presidente Mário Soares. A embaixada foi depois encerrada, em 2000, no quadro de uma reestruturação das missões diplomáticas e também devido à situação de instabilidade na Costa do Marfim.
As relações bilaterais intensificaram-se em 2015 e os dois países acordaram em 2015 abrir embaixadas, acordo que a Costa do Marfim aplicou em 2016 com a abertura de uma representação diplomática em Portugal.
Durante a sua visita a Portugal em março de 2015, o Ministro dos Negócios Estrangeiros da Costa do Marfim, Charles Diby, encontrou-se com o seu homólogo português Rui Machete. Declararam sua intenção de concluir uma série de acordos e colaborações bilaterais que contribuam para uma maior aproximação entre os dois Estados. Os primeiros acordos diziam respeito a um acordo de dupla tributação e cooperação para combater a evasão fiscal. Foi também acordado um memorando de entendimento sobre a introdução do ensino de português na Costa do Marfim e sobre a ajuda portuguesa ao desenvolvimento. Além disso, foi acordada a cooperação nas áreas da segurança e justiça, em particular a Costa do Marfim pediu a Portugal o apoio na luta contra a pirataria ao largo da sua costa. Pouco antes disso, o Fórum Portugal e Costa do Marfim - Reforço das Relações Económicas e Comerciais realizou conferências e reuniões de negócios em Lisboa para intensificar as relações comerciais costa-marfinenses. Seguiram-se outras reuniões, como a visita do Vice-Primeiro-Ministro português Paulo Portas à Costa do Marfim em 2015 e outras visitas mútuas e reuniões de negócios em 2016.
Em setembro de 2021, contactos entre delegações dos dois países fizeram convergir a vontade de ambos em retomar representações diplomáticas mútuas.